# Assier
Assier település Franciaországban, Lot megyében. Lakosainak száma 707 fő (2022. január 1.). Assier Sonac, Le Bourg, Issepts, Livernon és Reyrevignes községekkel határos.

## Népesség
A település népességének változása:
| Lakosok száma | 557  | 467  | 533  | 645  | 693  | 669  | 651  | 633  | 661  | 707  |
|               | 1968 | 1982 | 1990 | 2006 | 2013 | 2015 | 2017 | 2019 | 2020 | 2022 |